# Lycaena anthracina
Lycaena anthracina är en fjärilsart som beskrevs av Lang 1884. Lycaena anthracina ingår i släktet Lycaena och familjen juvelvingar. Inga underarter finns listade i Catalogue of Life.